# Fengxian Xincheng
Fengxian Xincheng (奉贤新城; pinyin: Fèngxián Xīnchéng) is een station van de metro van Shanghai, gelegen in het district Fengxian. Het station werd geopend op 30 december 2018 en is de voorlopige terminus van de zuidelijke verlenging van de hoofdlijn van lijn 5.
Het station is gelegen aan de kruising van Baixiu Road en Jinhai Highway. Het is een ondergronds station met een eilandperron tussen de twee sporen. Het station is toegankelijk met vier ingangen op straatniveau. Tijdens de planning en de bouw van het station, werd het station aangeduid als Nanqiao Xincheng.
Noordwaarts is het volgende station op de lijn Jinhai Lake. Ten zuiden van dit ondergronds station stijgen de sporen bovengronds en lopen door tot het spoorterrein Pingzhuang. Een toekomstig station genaamd Pingzhuang Highway is gepland tussen dit station en de spoorwerf en zou uitgebouwd worden als een multimodaal knooppunt.
Xinzhuang · Chunshen Road · Yindu Road · Zhuanqiao · Beiqiao · Jianchuan Road · Dongchuan Road · Jiangchuan Road · Xidu · Xiaotang · Fengpu Avenue · Huanchengdong Road · Wangyuan Road · Jinhai Lake · Fengxian Xincheng · zijtak: Dongchuan Road · Jinping Road · Huaning Road · Wenjing Road · Minhang Development Zone

Lijnen van de metro van Shanghai: 1 · 2 · 3 · 4 · 5 · 6 · 7 · 8 · 9 · 10 · 11 · 12 · 13 · 14 · 15 · 16 · 17 · 18 · Pujiang Line